# Malkekvæg
Malkekvæg (malkekøer) er tamkvæg, der holdes i landbruget for voksne køers evne til at producere mælk. Denne komælk er i store dele af verden den centrale råvare i mejeriprodukter.
Historisk set har der ikke været skelnet mellem malkekvæg og kødkvæg, idet de samme racer blev brugt til både mælke- og kødproduktion. I nutiden er kvægproduktion typisk mere specialiseret, og de fleste malkekøer er fremavlet til at yde høje mælkemængder. Som et eksempel på dette kan nævnes tal fra USA, hvor der i 1950 var omkring 22 millioner malkekøer, der producerede 52,6 millioner tons mælk, mens de tilsvarende tal i 2007 var lidt over 9 millioner dyr og en produktion på 83,9 millioner tons. Der er omkring 1 milliard kvæg i hele verden, som alle spiser ca. 60-80 foder, og drikker 100 liter vand om dagen.[kilde mangler]